# 丹尼爾·馬羅特
丹尼爾·馬羅特（法語：Daniel Marot；1661年—1752年），是一位法国新教徒，建筑师，家具设计师。也是古典主义后期巴洛克路易十四风格的最前沿代表雕刻师。

## 生平
他1661年出生于巴黎的一个建筑世家，很小开始便独立完成雕刻创作。由于他家庭是雨格诺派，在路易十四1685年下达的枫丹白露敕令和撤销了南特敕令之后，举家搬迁到荷兰，后来受聘于荷兰省督，也即是之后的威廉三世，1694年跟随威廉三世到达伦敦，任命为他的主要建筑师之一。1698年在威廉三世去世之后返回荷兰度过余生，我们现在对他的了解都来自于1712年在阿姆斯特丹出版的关于他的家居设计大开本书籍。